# Arsinoitherium
Genre
Espèce
Arsinoitherium est un genre fossile éteint de Paenungulata, mammifères herbivores apparentés aux éléphants et aux damans. Les arsinoïthères ressemblaient à des rhinocéros et ont vécu à la fin de l'Éocène et au début de l'Oligocène au nord de l'Afrique, il y a 36 à 30 millions d'années, dans les forêts tropicales humides, et en marge des marécages. Une espèce nouvellement découverte, Arsinoitherium giganteum, vivait en Éthiopie il y a environ 27 millions d'années.

## Étymologie
Le genre Arsinoitherium doit son nom à Arsinoé II, une reine lagide d’Égypte dont le palais se situait à proximité du lieu de la découverte de Arsinoitherium zitteli. C’est le seul site où des squelettes complets de fossiles d’Arsinoitherium ont été récupérés, mais des restes incomplets de parents de la même famille (« arsinoïthères ») ont été trouvés dans le Sud-Est de l’Europe et en Mongolie, sous la forme de fragments de mâchoire. Ils doivent encore être officiellement décrits.

## Liste des espèces
- † Arsinoitherium andrewsi - (Égypte)
- † Arsinoitherium giganteum Sanders, Kappelman & Rasmussen, 2004 - (Éthiopie)
- † Arsinoitherium zitteli Beadnell, 1902 - espèce type - (Égypte, Libye, Angola, Oman)

Le mieux connu (et premier décrit) est l'espèce Arsinoitherium zitteli. Une deuxième espèce, Arsinoitherium giganteum, a été découverte dans la région montagneuse éthiopienne en 2003. Les fossiles datent d'il y a 27 millions d'années. La hauteur à l'épaule est d'environ 2,5 mètres.

## Description
De son vivant, il aurait ressemblé à un rhinocéros mesurant 1,8 mètre aux épaules et 3 mètres de longueur pouvant peser jusqu'à 2 tonnes. La caractéristique la plus considérable d'Arsinoitherium était une énorme paire de cornes semblables à des couteaux projetés au-dessus du nez, et une deuxième paire de minuscules cornes, semblables à des boutons sur la tête, placées juste derrière les plus grandes cornes.

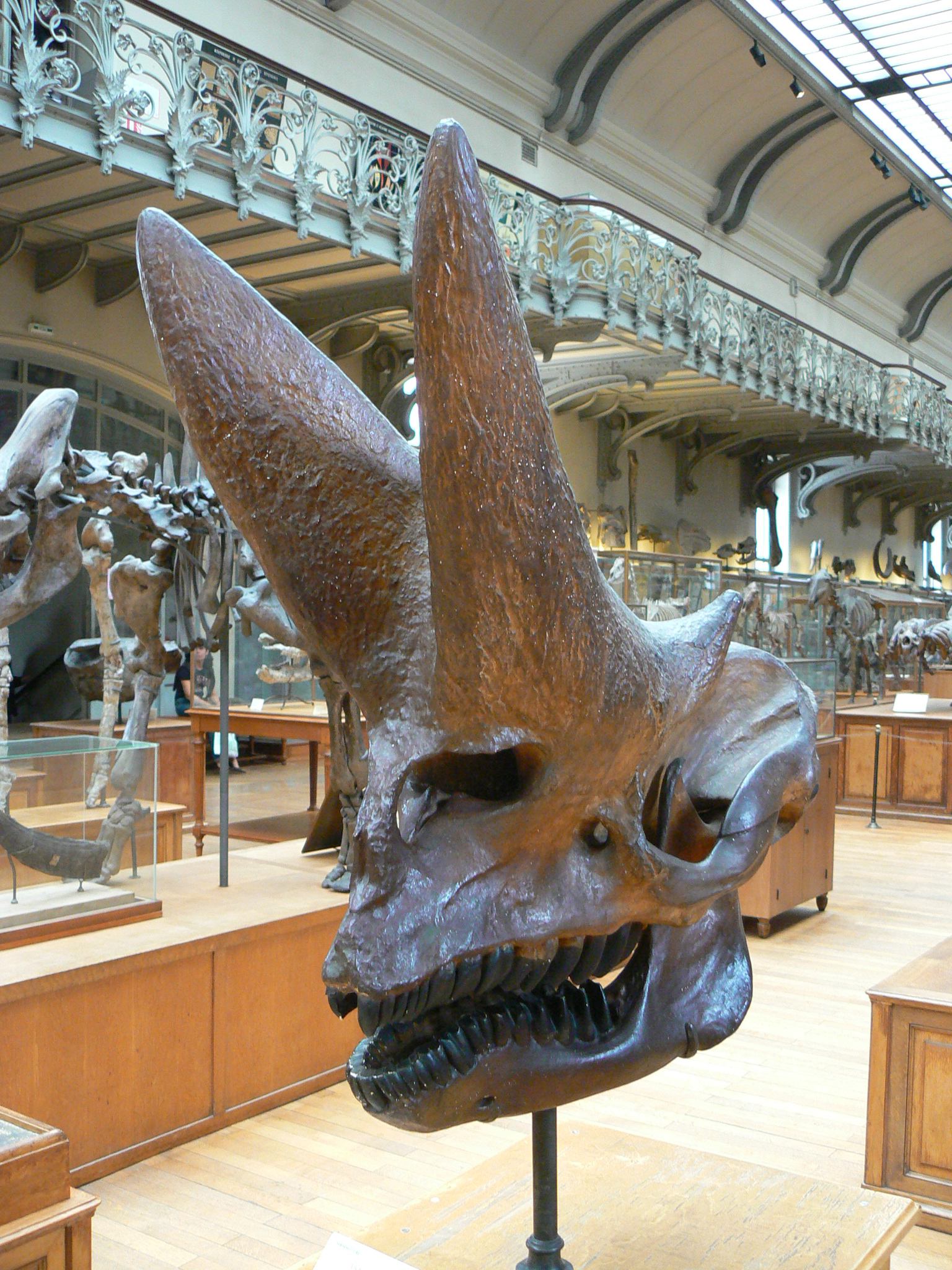
Crâne dArsinoitherium zitteli (Galerie de paléontologie et d'anatomie comparée du Muséum national d'histoire naturelle, Paris).

Son squelette est robuste, et montre qu'il était capable de courir s'il le devait, comme un éléphant moderne ou un rhinocéros. Arsinoitherium a eu l'assortiment complet de 44 dents, qui sont l'état primitif de la dentition des mammifères placentaires. Sa grande taille l'aurait largement protégé de la prédation, cependant les jeunes et les infirmes étaient la proie des Creodonta.

## Paléoart

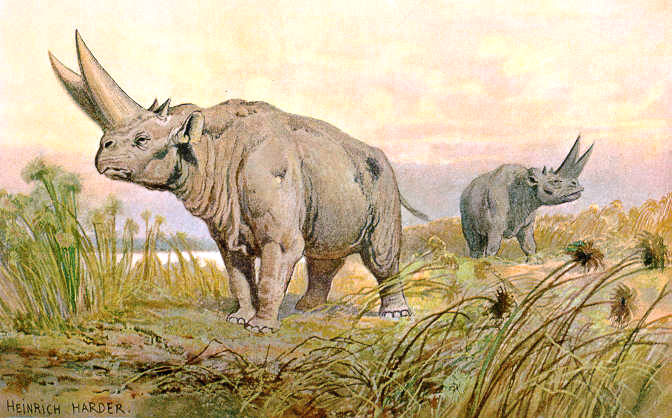
Reconstitution par Heinrich Harder en 1920.
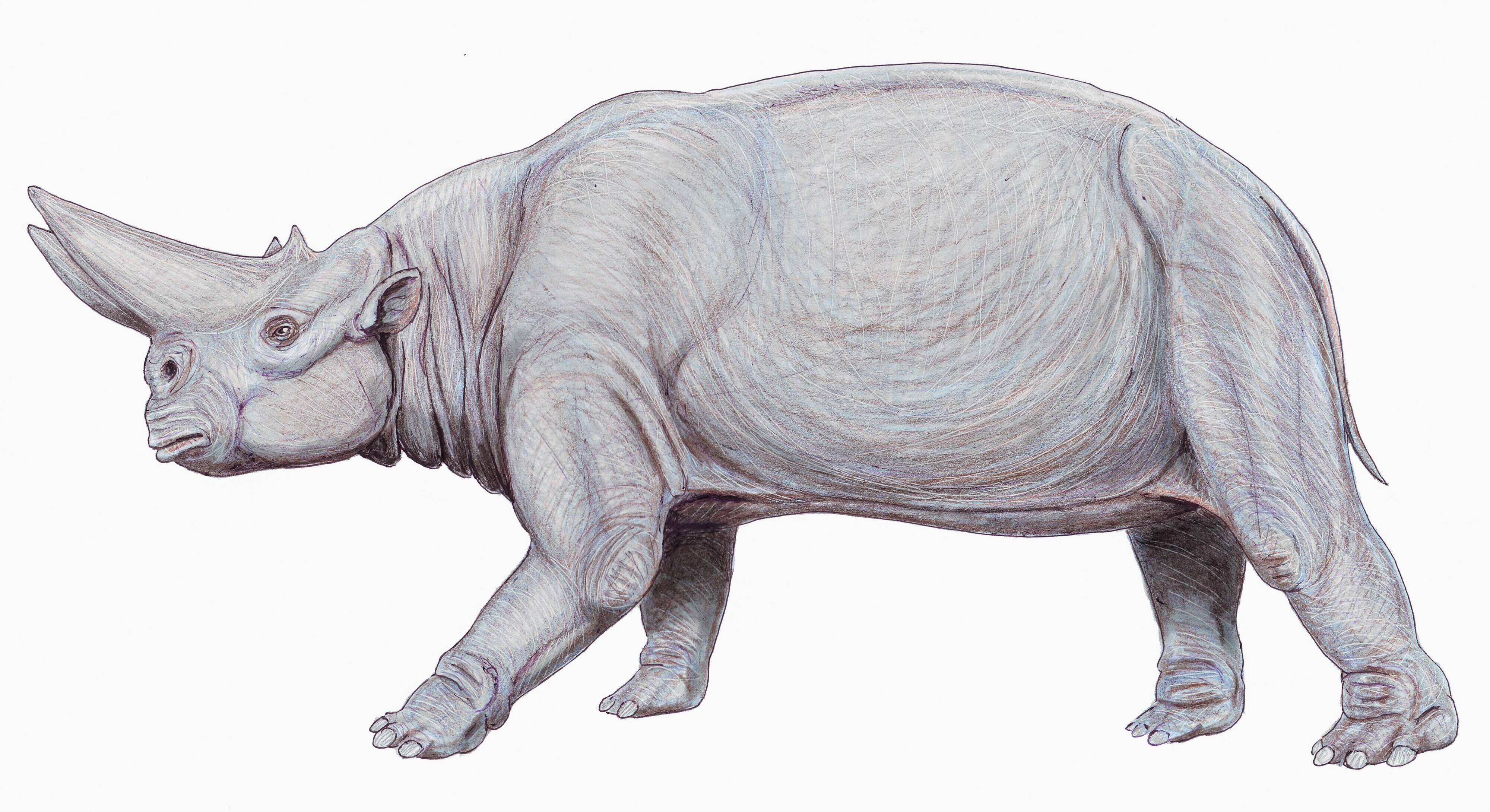
Reconstitution par Dimitri Bogdanov.
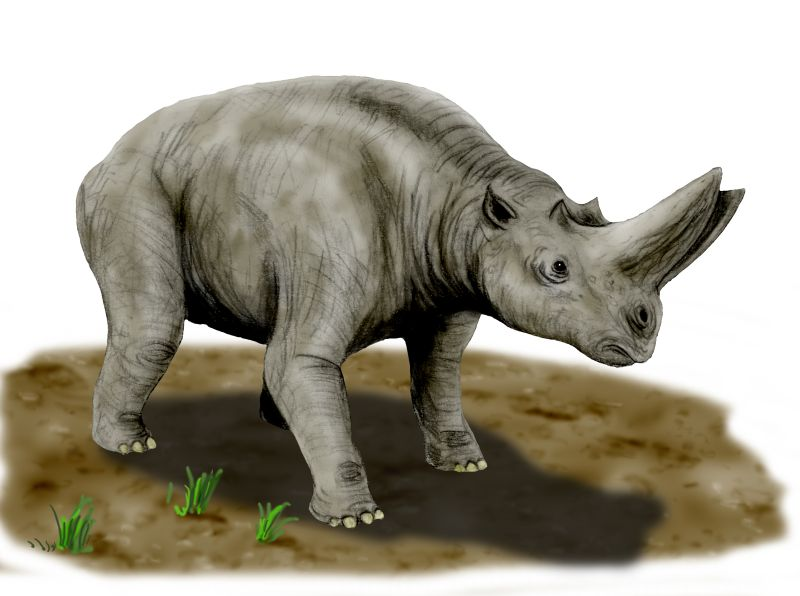
Reconstitution d'Arsinoitherium zitteli par Nobu Tamura.
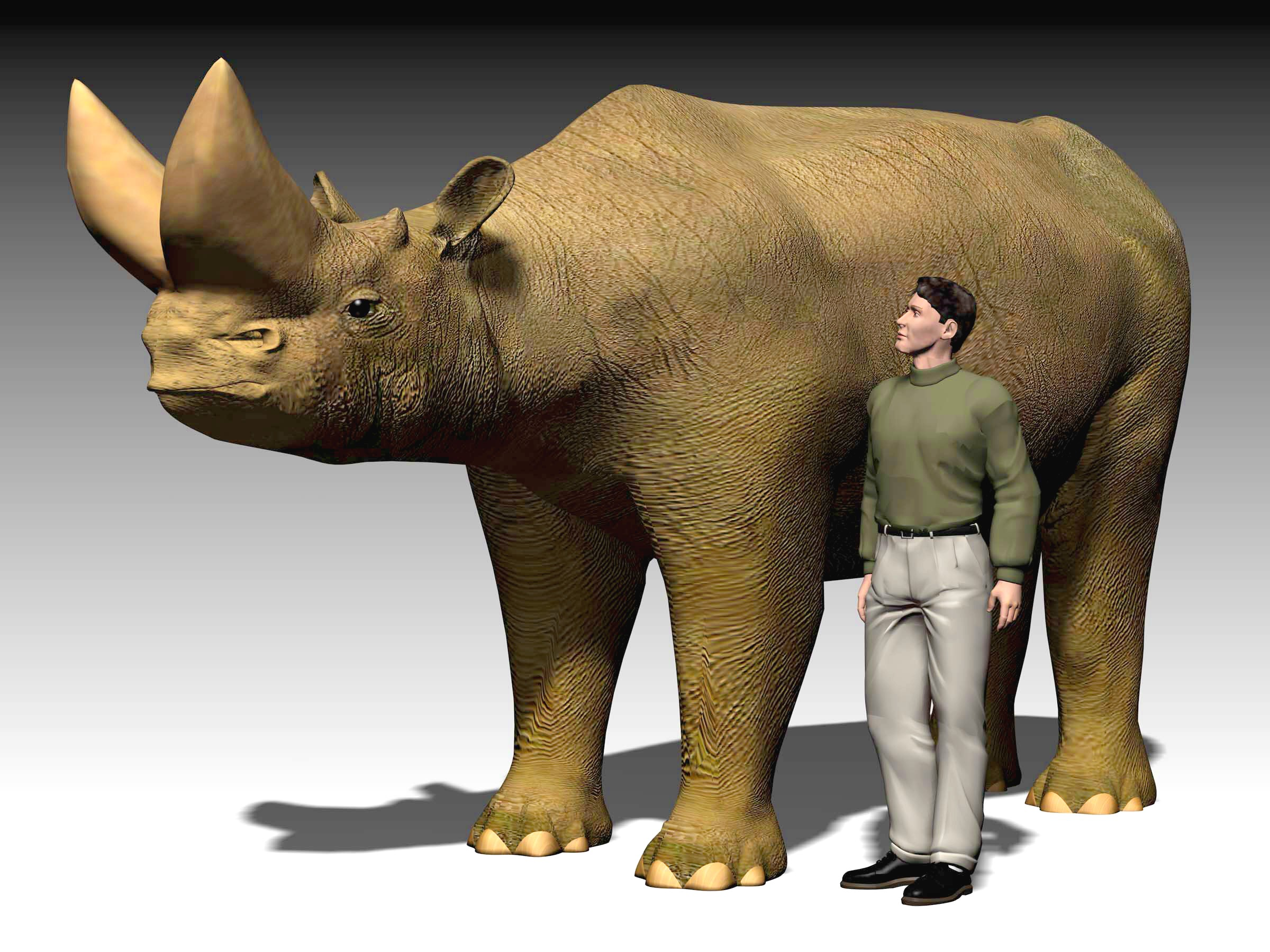
Comparaison de taille avec un humain.

## Dans la culture populaire
- Dans le livre The Macmillan Illustrated Encyclopedia of Dinosaurs and Prehistoric Animals, les auteurs affirment par erreur que la plus grande paire de cornes d'Arsinoitherium était creuse et en forme de cône[2], une revendication qui a été répétée plus tard dans l'édition de The Simon & Schuster Encyclopedia of Dinosaurs & Prehistoric Creatures.
- Arsinoitherium apparaît aussi brièvement dans un documentaire de la BBC, Sea Monsters (2003), produit par Tim Haines et Paul Chambers (Des photos de Sea Monsters ont été utilisés pour les illustrations de Arsinoitherium dans The Complete Guide to Prehistoric Life).
- Un squelette d'Arsinoitherium est également apparu brièvement dans le film de Pixar Là-haut.